# Andrzej Wiszniewski
Andrzej Józef Wiszniewski (ur. 15 lutego 1935 w Warszawie) – polski inżynier elektryk, profesor, przewodniczący Komitetu Badań Naukowych (1997–2001), minister nauki (1999–2001).

## Życiorys
Absolwent III LO we Wrocławiu (1952). Ukończył w 1957 studia na Wydziale Elektrycznym Politechniki Wrocławskiej. W 1961 uzyskał stopień doktora, a w 1966 doktora habilitowanego. W 1972 otrzymał tytuł profesora nauk technicznych. Zawodowo od początku związany z Politechniką Wrocławską. Od 1966 do 1991 był kierownikiem Zakładu Automatyki i Sterowania w Energetyce Instytutu Energoelektryki, w 1981 pełnił funkcję prorektora, a w latach 1990–1996 sprawował urząd rektora Politechniki Wrocławskiej.
Od 1951 do 1956 należał do Związku Młodzieży Polskiej. W 1980 wstąpił do „Solidarności”. Po wprowadzeniu stanu wojennego organizował strajk okupacyjny na uczelni. Został wkrótce usunięty z objętego kilka miesięcy wcześniej stanowiska prorektora, internowany, a w 1982 skazany na karę dwóch lat pozbawienia wolności z warunkowym zawieszeniem jej wykonania. Po zwolnieniu działał w podziemiu, współpracował z wydawnictwami niezależnymi i środowiskiem Solidarności Walczącej.
31 października 1997 do 19 października 2001 z ramienia Akcji Wyborczej Solidarność był ministrem-członkiem Rady Ministrów i przewodniczącym Komitetu Badań Naukowych, od 19 października 1999 sprawował urząd ministra nauki. Należał do Ruchu Społecznego AWS. W 1998 został radnym sejmiku dolnośląskiego, wkrótce jednak zrzekł się mandatu. W 2001 bez powodzenia kandydował do Senatu z ramienia Bloku Senat 2001, a w 2004 do Parlamentu Europejskiego z listy Inicjatywy dla Polski.
Wszedł w skład Komitetu Wspierania Muzeum Historii Żydów Polskich Polin w Warszawie.

## Odznaczenia i wyróżnienia
W 1979 uhonorowany Krzyżem Kawalerskim, w 2005 Krzyżem Oficerskim, a w 2009 Krzyżem Komandorskim Orderu Odrodzenia Polski. W 1999 otrzymał peruwiański Order Zasługi za Wybitną Służbę w klasie krzyża wielkiego. Uhonorowany także Złotą Odznaką Honorową Wrocławia (2018).
Wyróżniony tytułami doctora honoris causa Central Connecticut State University (1993) i Politechniki Wrocławskiej (2001). W 2010 otrzymał Krzyż Solidarności Walczącej.
W 2025 wyróżniony tytułem honorowego obywatela Wrocławia.